# 陳珈穎
陳珈穎（Kerry Chan，1987年4月7日—），於2012年易名為陳欣淘，後改回陳珈穎，前香港無綫電視旗下合约女藝員。因在2013年《衝上雲霄II》饰演張智霖的床伴而受到關注。她亦曾在儿童节目《问问Master Joe》擔任過主持。

## 電視劇（無綫電視）
- 2009年：《宮心計》飾 汪靜茹
- 2010年：《公主嫁到》飾 秋兒
- 2010年：《刑警》飾 記者（第1集）
- 2011年：《潛行狙擊》飾 律師助手
- 2011年：《我的如意狼君》飾 李思詠
- 2012年：《飛虎》飾 軍裝女警
- 2012年：《巴不得媽媽》飾 記者
- 2012年：《雷霆掃毒》飾 謝韻怡助手
- 2012年：《幸福摩天輪》飾 Jessie
- 2013年：《戀愛季節》飾 星世界職員
- 2013年：《女警愛作戰》飾 Angel
- 2013年：《仁心解碼II》飾 羅永鏗秘書
- 2013年：《好心作怪》飾 狗主（第10集）
- 2013年：《衝上雲霄II》飾 曹美妮（Minnie）
- 2013年：《情逆三世緣》飾 鮑汁（現代部分）
- 2013年：《神鎗狙擊》飾 鎗會職員
- 2013年：《巨輪》飾 私家護士（第27集）
- 2013年：《法外風雲》飾 職員（第22集）
- 2013年：《My盛Lady》飾 店員（第16集）
- 2014年：《單戀雙城》飾 祕書
- 2014年：《廉政行動2014》飾 方志強之妻（單元五）
- 2014年：《點金勝手》飾 祕書
- 2014年：《再战明天》飾 胡银莹
- 2014年：《飛虎II》飾 軍裝警員
- 2014年：《名門暗戰》飾 Fay
- 2014年：《醋娘子》飾 民眾
- 2015年：《衝線》飾 珊
- 2015年：《華麗轉身》飾 婚紗店店員（第1集）
- 2015年：《潮拜武當》飾 同事
- 2015年：《東坡家事》飾 妓女
- 2016年：《鐵馬戰車》飾 陸燁（第19集）
- 2016年：《警犬巴打》飾 Jackie（第1集）
- 2016年：《潮流教主》飾 接待員（第16集）
- 2016年：《末代御醫》飾 蘭女友（第8集）
- 2016年：《殭》飾 店員（第16集）
- 2016年：《廉政行動2016》飾 ICAC調查員
- 2016年：《一屋老友記》飾 Mandy
- 2016年：《超能老豆》飾 Linda（第5集）
- 2016年：《為食神探》飾 Ada
- 2016年：《來自喵喵星的妳》飾 老婆
- 2016年：《幕後玩家》飾 Elise
- 2016年：《流氓皇帝》飾 仁家婢女
- 2017年：《與諜同謀》飾 店員
- 2017年：《性在有情》飾 助產護士（第19集）

## 節目
- 2012年：《問問Master Joe》飾 AI Kerry
- 2013年：《智激校園》主持